# Roberto Fico
Pour les articles homonymes, voir Fico.
Ne doit pas être confondu avec Robert Fico, homme d'État slovaque
Roberto Fico [roˈbɛrto ˈfiːko], né le 10 octobre 1974 à Naples, est un homme d'État italien, membre du Mouvement 5 étoiles, député de 2013 à 2022 et président de la Chambre des députés de 2018 à 2022.

## Biographie
Il obtient un diplôme en communication à l’Université de Trieste, où il redige un mémoire sur les caractéristiques sociales et linguistique de la musique neo-mélodique Napolitaine. Il étudie aussi à l’Université d’Helsinki dans le cadre du programme Erasmus
Élu député sur la liste du Mouvement 5 étoiles (M5S) pour la Campanie à l'issue du scrutin parlementaire des 24 et 25 février 2013, Roberto Fico, par la suite, est désigné candidat à la présidence de la Chambre des députés par ses pairs au sein du groupe parlementaire ; celui-ci étant constitué de 108 députés, le M5S espère, faute de faire élire son candidat, asseoir son importance. Le 15 mars, Fico recueille 108 suffrages (soit le nombre exact de députés membres du M5S), puis 110 suffrages et enfin 113 suffrages, lors des trois premiers tour de scrutin ; le lendemain, Fico est finalement battu par la candidate désignée par le centre-gauche, Laura Boldrini, avec 108 suffrages, son premier résultat, contre 327 à Boldrini, finalement élue présidente de la Chambre.
Du 6 juin 2013 au 22 mars 2018, il est préside la commission parlementaire de contrôle de la RAI, la télévision d'État,.
Comptant parmi les premiers militants du Mouvement 5 étoiles, dont il est considéré comme l'une des figures de l'aile progressiste, il est élu député pour la première fois lors des élections générales des 24 et 25 février 2013, à l'issue desquelles son parti devient la troisième force politique du pays. Quelques mois plus tard, il est élu, par ses pairs, président de la Commission parlementaire chargée de la surveillance et de la direction générale de la RAI, la télévision publique italienne. 
Le 24 mars 2018, il est élu président de la Chambre des députés pour la XVIIIe, après que son parti est devenu, quelques semaines plus tôt, celui avec le plus grand nombre de voix en Italie à la faveur des élections parlementaires. Cependant, il obtient 422 voix (sur 620 votants), soit moins que la coalition de centre-droit et son Mouvement, qui comptent 490 députés.
Le 23 avril 2018, le président de la République Sergio Mattarella, lui confie un mandat exploratoire pour un éventuel gouvernement réunissant son Mouvement et le centre gauche.